# أبو العباس (المنيا)
قرية أبو العباس  هي إحدي القرى التابعة لمركز بني مزار بمحافظة المنيا في جمهورية مصر العربية. حسب إحصاءات سنة 2006، بلغ إجمالي السكان في أبو العباس 6408 نسمة، منهم 3236 رجل و3172 امرأة.